# اریک کین
اریک کین (به انگلیسی: Eric Keen) بازیکن فوتبال زادهٔ ۴ اکتبر ۱۹۱۰ اهل کشور انگلستان که سابقهٔ بازی در تیم ملی فوتبال انگلستان را در کارنامهٔ خود دارد. وی در تاریخ ۷ دسامبر ۱۹۳۲ نخستین بازی ملی خود را در مقابل تیم ملی فوتبال اتریش انجام داد و با حضور در ۴ بازی ملی، در تاریخ ۲ دسامبر ۱۹۳۶ واپسین بازی ملی‌اش را در برابر تیم ملی فوتبال مجارستان برگزار کرد.